# Ramdas
Ramdas (o Ramdass) è una città dell'India di 5.790 abitanti, situata nel distretto di Amritsar, nello stato federato del Punjab. In base al numero di abitanti la città rientra nella classe V (da 5.000 a 9.999 persone).

## Geografia fisica
La città è situata a 31° 59' 07 N e 74° 54' 34 E.

## Società

### Evoluzione demografica
Al censimento del 2001 la popolazione di Ramdas assommava a 5.790 persone, delle quali 3.056 maschi e 2.734 femmine. I bambini di età inferiore o uguale ai sei anni assommavano a 799, dei quali 450 maschi e 349 femmine. Infine, coloro che erano in grado di saper almeno leggere e scrivere erano 3.572, dei quali 2.034 maschi e 1.538 femmine.